# Karate ai III Giochi del Mediterraneo sulla spiaggia
Le gare di karate ai III Giochi del Mediterraneo sulla spiaggia si sono svolti dal 10 all'11 settembre 2023 a Heraklion, in Grecia.

## Podi
| Evento         | Oro                 | Argento                  | Bronzo                                |
| Kata maschile  | Raul Martin Romero  | Salah Eddine El Mansouri | Damián Quintero Guido Polsinelli      |
| Kata femminile | Paola Garcia Lozano | Orsola D'Onofrio         | Georgia Archontia Xenou Sanae Agalman |

## Medagliere
| Posiz. | Nazione | Oro | Argento | Bronzo | Totale |
| ------ | ------- | --- | ------- | ------ | ------ |
| 1      | Spagna  | 2   | 0       | 1      | 3      |
| 2      | Italia  | 0   | 1       | 1      | 2      |
| 2      | Marocco | 0   | 1       | 1      | 2      |
| 4      | Grecia  | 0   | 0       | 1      | 1      |
| Totale | Totale  | 2   | 2       | 4      | 8      |